# تل هيثن
تل هيثن، هو جبل يقع في جبال كاتسكيل في نيويورك جنوب شرق فرانكلين. يقع تل أواك في الشمال الشرقي، ويقع تل شيرمان غربًا، ويقع تل جونسون جنوب تل هيثن.